# Odorrana wuchuanensis
Odorrana wuchuanensis är en groddjursart som först beskrevs av Xu in Wu, Xu, Dong, Li och Liu 1983.  Odorrana wuchuanensis ingår i släktet Odorrana och familjen egentliga grodor. IUCN kategoriserar arten globalt som akut hotad. Inga underarter finns listade i Catalogue of Life.